# Gnathothlibus australiensis
Gnathothlibus australiensis là một loài bướm đêm thuộc họ Sphingidae. Loài này có ở Bắc Úc và Queensland.
Chiều dài cánh trước là 33–38 mm. Nó giống như loài Gnathothlibus eras nhưng có kích cỡ nhỏ hơn.